# U jezu (Zaječice)
Rybník U jezu v Zaječicích je rybník nacházející se na jižním okraji obce Zaječice v okrese Chrudim u jezu na říčce Ležák. Rybník má nepravidelný obdélníkový tvar a je napájen vodou z říčky Ležáku protékající nedaleko na jeho severní straně. V minulosti se zde nalézalo místní koupaliště, které bylo po roce 2013 revitalizováno na stávající rybník. U rybníka se nalézá turistické odpočinkové místo s ohništěm.

## Galerie

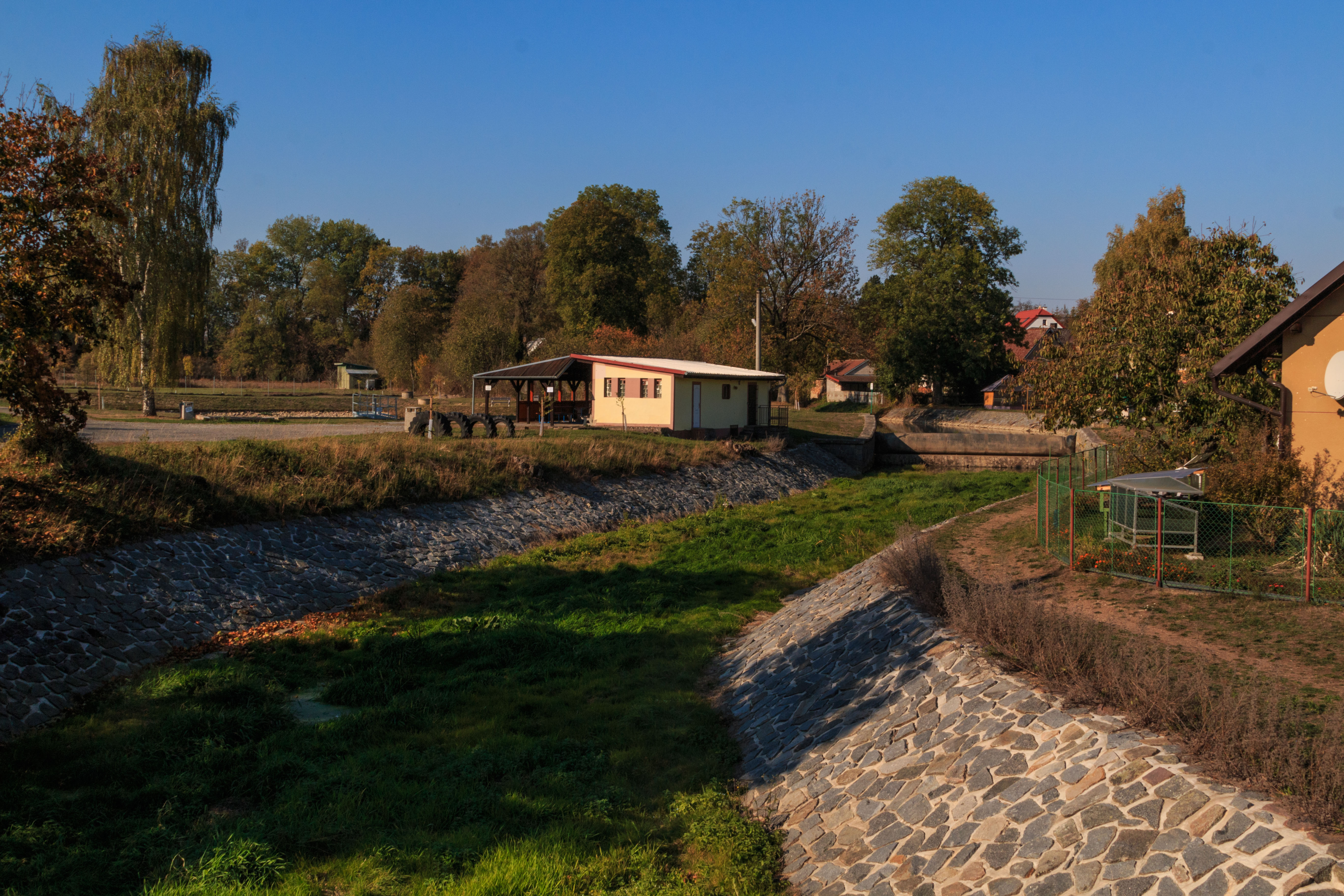
Rybník u jezu v Zaječicích
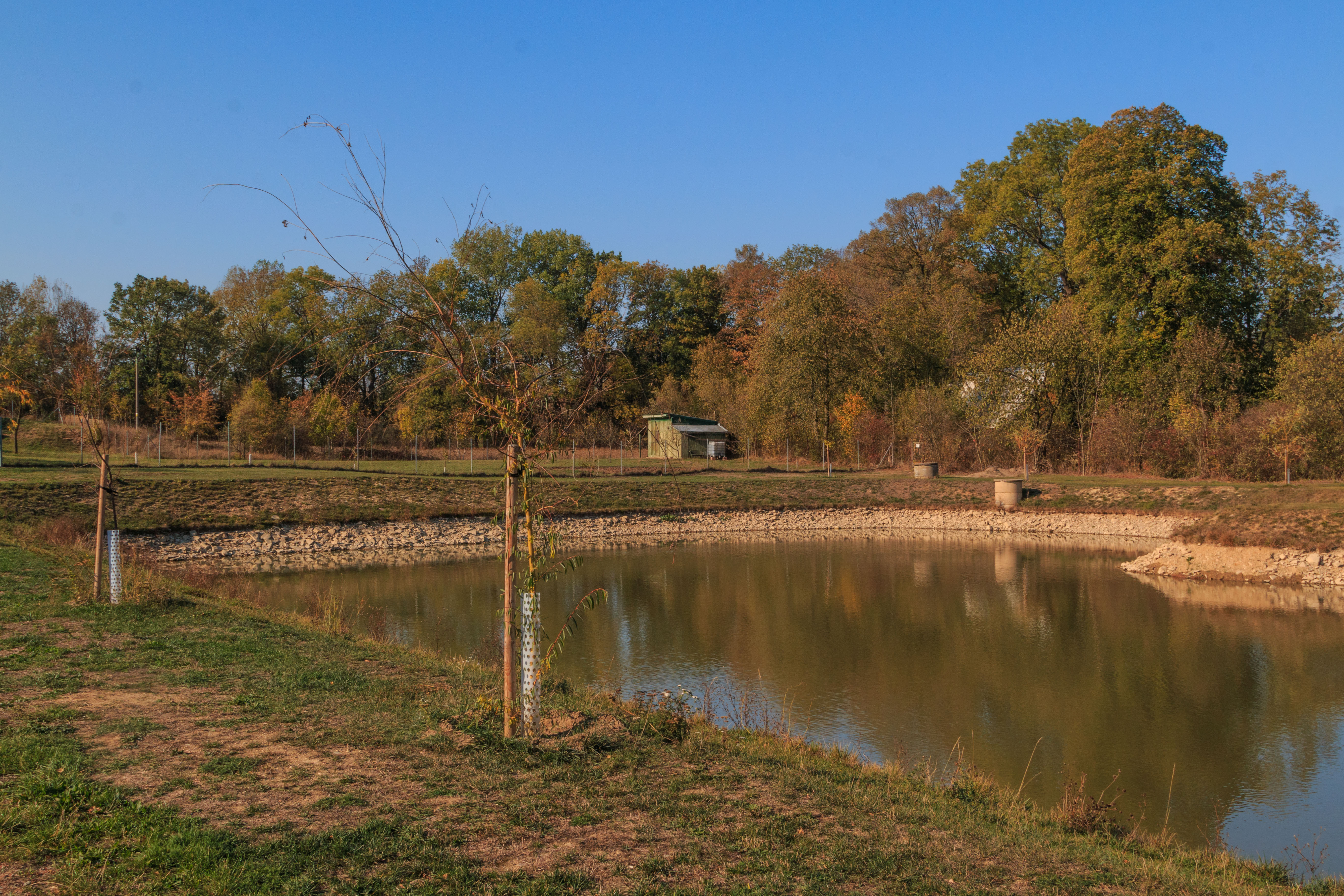
Rybník u jezu v Zaječicích
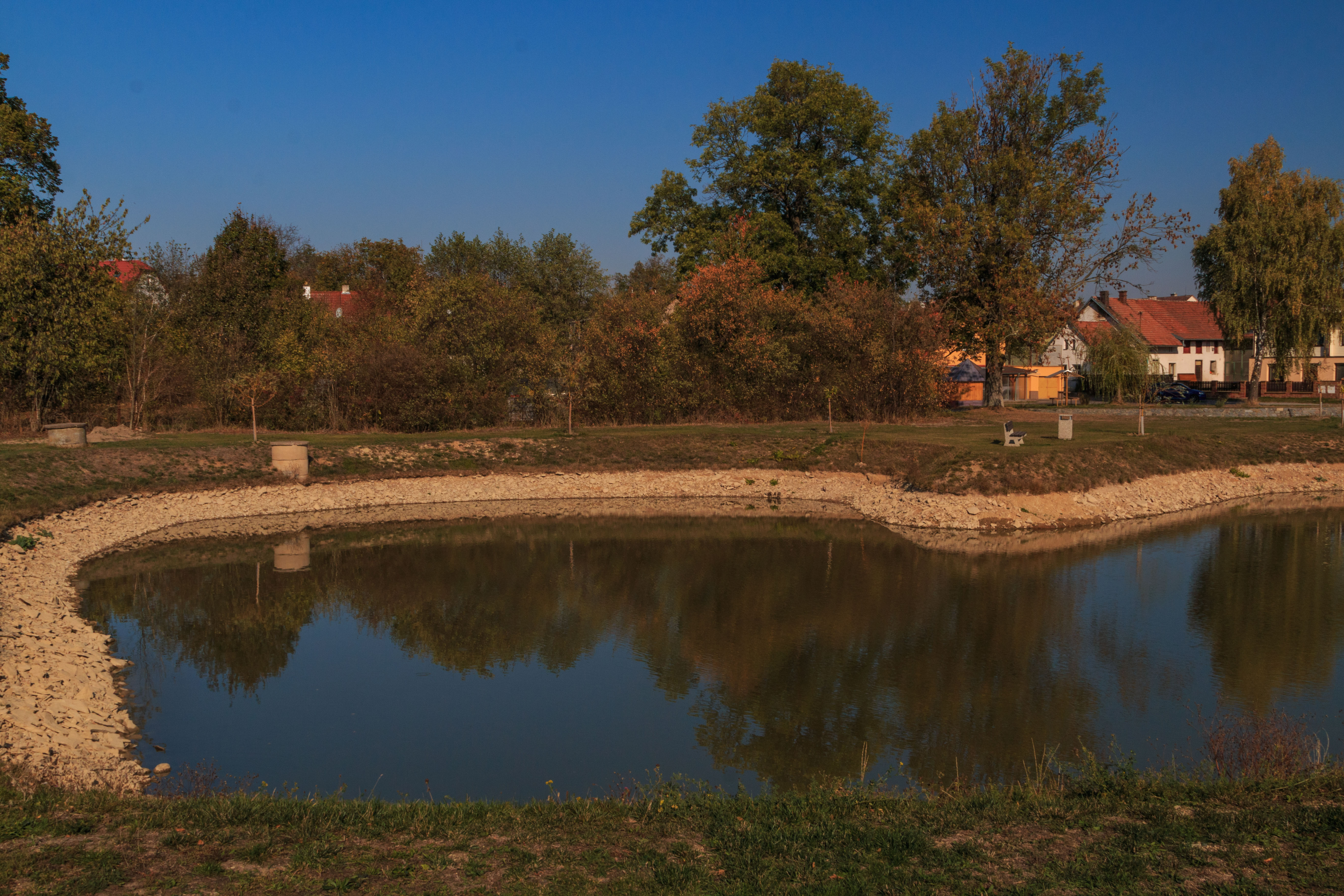
Rybník u jezu v Zaječicích